# Euxoa bugeaudi
Euxoa bugeaudi là một loài bướm đêm trong họ Noctuidae.